# Aeroportul Karoola
Aeroportul Karoola (IATA: KXR) este un aeroport din Autonomous Region of Bougainville⁠(d), Papua Noua Guinee.
aeroportul dispune de o singură pistă.